# Charles-Gabriel-Renaud Massiet
Charles-Gabriel-Renaud Massiet, francoski general, * 1877, † 1947.